# Contratto quadro
Il contratto quadro è un contratto che fissa alcune condizioni generali, a cui seguono uno o più contratti esecutivi (denominati in vario modo, ad esempio ordini, lettere di incarico, programmi di consegna, ecc.) che, nel rispetto delle clausole generali fissate, definiscono clausole specifiche per le singole applicazioni del contratto quadro.
In letteratura è noto anche con termini in lingua diversa dall'italiano: si tratta del tedesco Rahmenvertrag, del francese contrat cadre e dell'inglese master agreement.

## Diritto tedesco
Il Rahmenvertrag è un accordo tra persone giuridiche o fisiche che regola una collaborazione; ad esempio committente assegnatario in un appalto o un rapporto plurimo di compravendita. Normalmente il contratto quadro (in diritto tedesco si tratta di un contratto) stabilisce le questioni di principio, lasciando spazio per regolare i singoli casi ai contratti esecutivi.

## Diritto italiano

### Diritto del lavoro
Nel diritto del lavoro, le rappresentanze sindacali definiscono con le rappresentanze datoriali i contratti quadro relativi a specifiche categorie professionali, che poi sono oggetto di specifici accordi di settore, comparto o aziendali.

### Diritto amministrativo
In materia di appalti pubblici il contratto quadro, propriamente detto accordo quadro rappresenta una tipologia di contratto che dagli anni novanta si è diffusa nel diritto comunitario ed in Italia per semplificare il processo degli approvvigionamenti pubblici. Il primo livello di aggiudicazione riguarda le condizioni generali del contratto, mentre il secondo livello, successivo, a cui ricorrono anche più soggetti, spesso diversi dall'aggiudicatore del contratto quadro, riguarda l'applicazione alla specifica fornitura delle condizioni generali fissate dal contratto quadro.
Ad esempio, un ente pubblico nazionale aggiudica un contratto quadro che fissa le caratteristiche tecniche generali e i prezzi dei servizi di pulizia e di manutenzione degli immobili, mentre le singole articolazioni territoriali dell'ente stipulano contratti di secondo livello per le proprie sedi, in seguito ai necessari sopralluoghi ed alle analisi tecniche degli impianti da manutenere, effettuate dall'aggiudicatario del contratto quadro. In questo modo l'ente pubblico nazionale può gestire in maniera integrata le proprie sedi sul territorio nazionale, beneficiando dell'unicità dell'interlocutore contrattuale e della standardizzazione dei livelli di prezzo/qualità dei servizi gestionali.

### Diritto civile
Nel diritto italiano l'atto quadro è assente dalla legislazione positiva. La figura fu tuttavia usata dai giuristi che regolarono la cessione in blocco dei beni della Federconsorzi che dette luogo ad una controversia giudiziaria che fu oggetto anche dell'attività di una Commissione parlamentare di inchiesta.
Fu definito atto quadro un accordo che determinava il prezzo complessivo della cessio bonorum, ma gli effetti traslativi furono affidati a singoli contratti attuativi.